# Ermida de São Sebastião de Almeirim
A Ermida de São Sebastião de Almeirim, igualmente conhecida como Capela de São Sebastião de Almeirim, Ermida de S. Sebastião das Bicadas ou Ermida de S. Sebastião dos Bicados, é um edifício religioso e um sítio arqueológico, situado junto à aldeia de Almeirim, no Município de Castro Verde, em Portugal. 

## Descrição
A ermida está situada nas imediações da aldeia de Almeirim, a cerca de sete quilómetros de distância da vila de Castro Verde, tendo acesso pela estrada entre a capital do concelho e Casével.
O edifício da ermida apresenta uma forma simples, com uma planta de forma rectangular, e um telhado de duas águas. A fachada principal, virada a Sul, tem um só pano ladeado por pilastras, sendo rematada por uma empena com cornija saliente, com um marco geodésico no canto Sudeste, enquanto que no lado oposto da fachada está um pequeno campanário. Segundo a Dra. Margarida Donas Botto, que em Maio de 2005 escreveu uma nota descritiva sobre a ermida, este marco geodésico foi colocado ali por ser um dos pontos mais elevados do concelho. O portal possui uma verga recta em cantaria, sendo encimado por um óculo de pequenas dimensões. As fachadas laterais e posterior são cegas e de pano único, possuindo todas pilastras nas pontas e cornijas salientes. A nave é coberta por uma abóbada de berço, e do lado da epístola situa-se uma pia de água benta, em cantaria. De acordo com a Dra. Botto, no interior situa-se um altar em alvenaria, «de carácter ingénuo e muito repintado». O retábulo, do século XVIII, consiste num fresco pintado a óleo, em forma de trompe-l'oeil, rematado pelas armas reais.
A ermida é o palco de uma importante romaria, onde se faz homenagem a diversos santos, aos quais os habitantes da região são devotos.

## História
No local a Noroeste da ermida, foi descoberto um conjunto de materiais arqueológicos quando se faziam obras para a instalação de condutas de água. A camada mais antiga de vestígios correspondia a vários indícios de estruturas, possivelmente fundos de cabanas circulares, além de vários fragmentos de peças cerâmicas e líticas que remetem para os períodos do neolítico final ou calcolítico. Também foram encontradas cerâmicas das épocas romana e medieval.
A maior parte da informação histórica relativa a este edifício advém das visitações da Ordem de Santiago a Castro Verde, tendo sido descrita num documento de 1510 como estando em avançado estado de degradação, e que possuía m alpendre na entrada e um só altar, com por uma laje de pedra grande, com várias pinturas, destacando-se a de São Sebastião na parede traseira. As paredes foram construídas em pedra e barro, enquanto que a cal tinha sido oferecida pelo rei D. João II quando este passou pela área. Apesar deste documento provar que o edifício já existia nos princípios do século XVI, a maior parte das fontes indicam que foi construído nos inícios do século XVII. O local onde se situa a ermida pertencia originalmente à Herdade dos Bicados, tendo provavelmente sido construida pelos habitantes daquela propriedade, motivo pelo qual também é conhecida pelo nome de Bicados. Nos documentos relativos à visitação de 1565, o edifício continuou a ser descrito como estando em más condições de conservação. O retábulo terá sido pintado na segunda metade do século XVIII, e depois restaurado entre as décadas de 1960 e 1970.
Em 24 de Abril de 1985, a Câmara Municipal de Castro Verde propôs a classificação do edifício, mas o processo teve um parecer negativo por parte da Direcção Regional de Cultura do Alentejo, por considerar que não tinha valor nacional, tendo o despacho de encerramento sido emitido em 28 de Novembro de 2008 pelo Instituto de Gestão do Património Arquitectónico e Arqueológico. Em 1999 a ermida foi assaltada, tendo sido roubada a estátua de Nossa Senhora das Neves, uma peça de arte sacra do século XX, além de várias jóias que os habitantes locais ofereceram à imagem. Segundo uma residente local, esta não foi a primeira vez que o templo tinha sido assaltado, tendo já sido «roubado um santo e uma santa com o Menino Jesus ao colo, que eram mais antigas». Uma vez que a ermida ficou vazia, deixou de se fazer a missa, que era normalmente organizada no primeiro sábado de cada mês.